# 4978 Зайтц
4978 Зайтц (4978 Seitz) — астероїд головного поясу, відкритий 29 вересня 1973 року.
Тіссеранів параметр щодо Юпітера — 3,361.